# Hairspray (1988)
Hairspray är en film från 1988 regisserad av John Waters. Filmen utspelar sig i början av 1960-talet och handlar om Tracy Turnblad, en tonåring som trots sin övervikt blir den nya stjärndanserskan på det populära tv-programmet "The Corny Collins Show". Detta retar upp Amber von Tussle som tidigare varit den populäraste danserskan. Dessutom retar Tracy gallfeber på den konservativa delen av befolkningen eftersom hon är för rasintegrering. 
Ricki Lake gjorde sin första huvudroll i filmen. I övriga roller syns bland annat Divine (i en dubbelroll som Tracys mamma och Arvin Hodgepile, ägaren till TV-stationen), Deborah Harry och Sonny Bono (som Amber von Tussles föräldrar), Jerry Stiller som Tracys pappa och Colleen Fitzpatrick som Amber von Tussle. Pia Zadora och Ric Ocasek gör cameos som två beatniks. John Waters själv spelar en psykiater. Titellåten sjöngs av Rachel Sweet som även framförde två låtar i Waters nästa film, Cry-Baby.
"Hairspray" markerar början på en epok i John Waters filmskapande då hans filmer var mindre chockerande och mer familjevänliga än tidigare.
År 2022 valdes filmen ut för att bevaras i National Film Registry av USA:s kongressbibliotek då den anses vara ”kulturellt, historiskt eller estetiskt betydelsefull”.

## Nyinspelning
Filmen har legat till grund för en Broadway-musikal och en nyinspelning med bland andra Nikki Blonsky, Amanda Bynes, Zac Efron och John Travolta som hade premiär i Sverige den 24 augusti 2007.